# نورما بونس
نورما بونس (بالإسبانية: Norma Pons)‏ هي ممثلة أرجنتينية، ولدت في 18 أغسطس 1943 في الأرجنتين، وتوفيت بنفس المكان في 29 أبريل 2014 بسبب نوبة قلبية.

## وصلات خارجية
- نورما بونس على موقع IMDb (الإنجليزية)
- نورما بونس على موقع قاعدة بيانات الفيلم (الإنجليزية)